# Masato Nakayama
Masato Nakayama (japanisch 中山 仁斗 Nakayama Masato; * 6. Februar 1992 in Amagasaki) ist ein japanischer Fußballspieler.

## Karriere
Nakayama erlernte das Fußballspielen in der Schulmannschaft der Osaka Sangyo University High School und der Universitätsmannschaft der Osaka-Sangyo-Universität. Seinen ersten Vertrag unterschrieb er 2014 bei Gainare Tottori. Der Verein spielte in der dritthöchsten Liga des Landes, der J3 League. Für den Verein absolvierte er 54 Ligaspiele. 2016 wechselte er zum Zweitligisten Renofa Yamaguchi FC. Für den Verein absolvierte er 29 Ligaspiele. 2017 wechselte er zum Ligakonkurrenten Montedio Yamagata. Für den Verein absolvierte er 37 Ligaspiele. 2019 wechselte er zum Erstligisten Júbilo Iwata. Für den Verein absolvierte er 14 Erstligaspiele. 2020 wechselte er nach Mito zum Zweitligisten Mito HollyHock. Für Mito stand er 73-mal in der zweiten Liga auf dem Spielfeld. Im Januar 2022 unterschrieb er in Sendai einen Vertrag beim Erstligaabsteiger Vegalta Sendai.